# Gonçalo Brandão
Gonçalo Jardim Brandão (Lisbona, 9 ottobre 1986) è un ex calciatore portoghese di ruolo difensore.

## Caratteristiche tecniche
Brandão era un difensore centrale che si poteva adattare al ruolo di terzino sinistro.

## Carriera

### Club
Ha fatto il suo esordio nella Superliga con il Belenenses contro il Porto il 18 ottobre 2003, segnando un gol. Durante la stagione 2005-2006, va in prestito per un anno al Charlton Athletic.
Il 4 febbraio 2007 è tornato a giocare nel Belenenses in una partita contro il Vitória Setúbal. Nel giugno 2008 si trasferisce al Siena a titolo definitivo, firmando un contratto quinquennale.
Subito dopo la fine della stagione 2009-2010, partecipa ad una tournée di amichevoli negli Stati Uniti con la Juventus. È proprio durante questa tournée che in amichevole si rompe il tendine d'Achille destro, infortunio che lo terrà fuori dai campi per quasi tutta la stagione 2010/2011, facendogli collezionare appena 2 presenze.
Il 24 giugno 2011 passa in prestito al Parma con cui gioca appena due partite nell'arco dell'intera stagione. Nonostante lo scarso impiego i ducali esercitano il riscatto del giocatore, in uno scambio di comproprietà che coinvolge anche Dellafiore.

### Nazionale
Con la Nazionale portoghese Under 21 ha disputato 10 partite.
Conta inoltre due presenze con la Nazionale maggiore lusitana, entrambe giocate nel 2009.

## Statistiche

### Cronologia presenze e reti in nazionale
| Cronologia completa delle presenze e delle reti in nazionale ― Portogallo | Cronologia completa delle presenze e delle reti in nazionale ― Portogallo | Cronologia completa delle presenze e delle reti in nazionale ― Portogallo | Cronologia completa delle presenze e delle reti in nazionale ― Portogallo | Cronologia completa delle presenze e delle reti in nazionale ― Portogallo | Cronologia completa delle presenze e delle reti in nazionale ― Portogallo | Cronologia completa delle presenze e delle reti in nazionale ― Portogallo | Cronologia completa delle presenze e delle reti in nazionale ― Portogallo |
| Data                                                                      | Città                                                                     | In casa                                                                   | Risultato                                                                 | Ospiti                                                                    | Competizione                                                              | Reti                                                                      | Note                                                                      |
| ------------------------------------------------------------------------- | ------------------------------------------------------------------------- | ------------------------------------------------------------------------- | ------------------------------------------------------------------------- | ------------------------------------------------------------------------- | ------------------------------------------------------------------------- | ------------------------------------------------------------------------- | ------------------------------------------------------------------------- |
| 31-3-2009                                                                 | Losanna                                                                   | Portogallo                                                                | 0 – 2                                                                     | Sudafrica                                                                 | Amichevole                                                                | -                                                                         |                                                                           |
| 10-6-2009                                                                 | Tallinn                                                                   | Estonia                                                                   | 0 – 0                                                                     | Portogallo                                                                | Amichevole                                                                | -                                                                         | 68’                                                                       |
| Totale                                                                    |                                                                           | Presenze                                                                  | 2                                                                         |                                                                           | Reti                                                                      | 0                                                                         |                                                                           |